# Roter Tomatenfrosch
Der Rote Tomatenfrosch (Dyscophus antongilii) ist ein auf der Insel Madagaskar lebender Froschlurch aus der Familie der Engmaulfrösche (Microhylidae). Es handelt sich um eine von drei Arten aus der Gattung Dyscophus.

## Merkmale
Der Rote Tomatenfrosch hat einen gedrungenen, in der Draufsicht beinahe rundlichen Körper mit einem breiten Kopf und sehr kurzer Schnauze. Die Augen mit ihren nahezu runden Pupillen stehen weit auseinander. Die Trommelfelle sind sichtbar und bleiben kleiner als der Augendurchmesser. Die Kieferknochen sind bezähnt. Es ist ein deutlicher Geschlechtsdimorphismus zu beobachten, da die Männchen nur höchstens 65, die Weibchen aber bis zu 105 Millimeter lang werden. Solche Exemplare erreichen dann Gewichte bis zu 230 Gramm. An den mit Schwimmhäuten versehenen Hinterfüßen besitzt die Art unterseits schaufelförmig umgebildete Grabschwielen (vergleiche beispielsweise: Knoblauchkröte), mit denen sie sich im Boden eingraben kann. Die kurzen Beine befähigen die Tiere nicht zu großen Sprüngen; dafür klettern sie gelegentlich.
Durch die intensiv orange, rote bis rotbraune Färbung der glatthäutigen Oberseite mag der Frosch an eine am Boden liegende Tomate erinnern. Die Bauchseite ist gelblich-weiß; an der Kehle können manchmal schwarze Punkte vorhanden sein.
Der Rote Tomatenfrosch ist von seinem Verwandten, dem Gefleckten Tomatenfrosch (Dyscophus guineti), der ebenfalls auf Madagaskar vorkommt, nicht immer klar zu unterscheiden.

## Vorkommen und Lebensweise
Das Verbreitungsgebiet erstreckt sich an der Ostküste Madagaskars von der Bucht von Antongil bis in die Region südlich von Tamatave. Die Höhenverbreitung liegt zwischen Meereshöhe und 200 Metern NN.
Der Rote Tomatenfrosch lebt terrestrisch und ist nachtaktiv; erst bei Einbruch der Dunkelheit verlässt er sein selbst gegrabenes Versteck in der Laubschicht des tropischen Regenwaldes. Die Nahrung besteht aus Insekten und deren Larven, Mollusken, Kleinsäugern, anderen Amphibien sowie Regenwürmern. In der Trockenzeit wird eine Ruhephase eingelegt.
Bei Störungen und Gefahr bläht sich das Tier auf und kann ein Hautdrüsensekret mehrere Zentimeter weit verspritzen. Beim Menschen kann diese Absonderung bei Kontakt zu Hautschwellungen führen.

## Fortpflanzung, Individualentwicklung

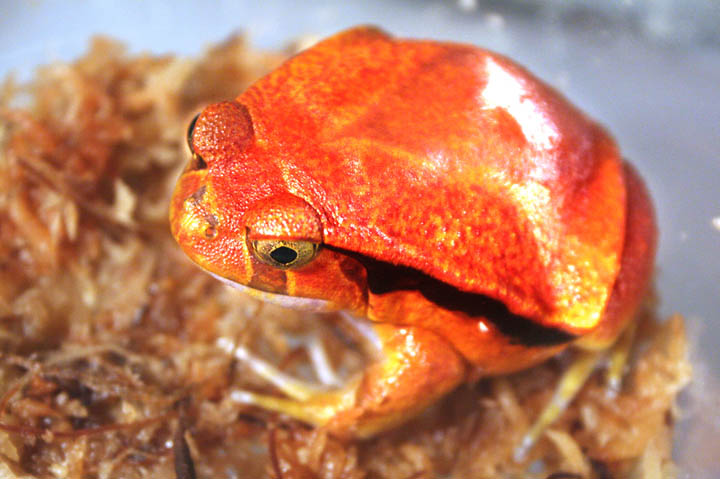
Rote Tomatenfrösche haben einen sehr kurzen, breiten Kopf

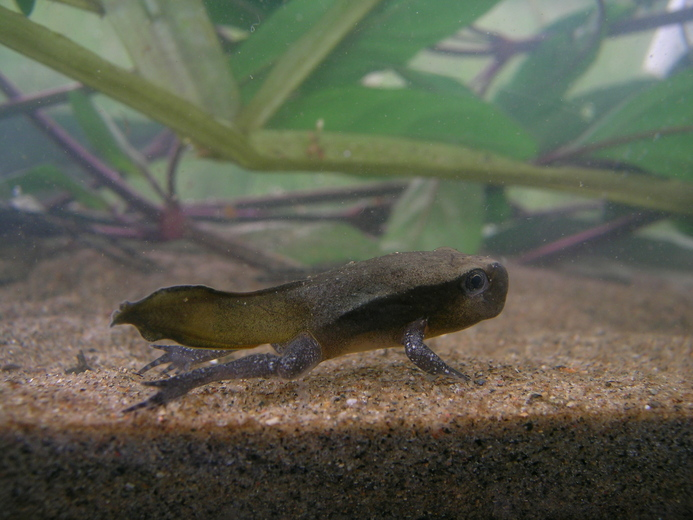
Roter Tomatenfrosch während der Metamorphose

Zu Beginn der Regenzeit im März suchen die Roten Tomatenfrösche Sümpfe, flache Tümpel oder Wassergräben auf. Das Männchen erzeugt nun vorwiegend nachts mit Hilfe seiner inneren Schallblase Balzrufe, die wie dumpfes Hühnergegacker klingen. Dabei werden Serien aus sechs bis 60 Rufen erzeugt, die bis zu 114 Sekunden dauern können und zum Ende weniger Töne aufweisen als zu Beginn. Bei der Paarung umklammert das Männchen das Weibchen eigentlich mit axillarem Amplexus. Allerdings kann es gelegentlich nach hinten wegrutschen, weil es keine Brunstschwielen ausbildet. So kann man auch Paare mit inguinalem Amplexus antreffen. Der abgegebene und dabei äußerlich besamte Laich verteilt sich wie ein Film an der Wasseroberfläche und enthält je Gelege etwa 1000 bis 1500 schwarz-weiße, drei Millimeter große Eier.
Die anfangs sechs Millimeter großen und durchsichtigen Kaulquappen schlüpfen bei einer Wassertemperatur von 23,5 °C bereits nach 36 Stunden. Wie alle Larven der aquatil aufwachsenden Engmaulfrosch-Arten besitzen sie weder Zähnchen noch Hornschnäbel und filtrieren Nahrungspartikel aus dem Wasser. Nach sechs bis neun Wochen haben sie mitsamt ihrem Ruderschwanz eine Länge von 45 bis 55 Millimetern erreicht und vollenden anschließend die Metamorphose als 15 Millimeter kleine Fröschchen, die an Land gehen. In diesem Stadium sind sie gelb gefärbt (die Flanken dunkler); erst ab einer Größe von circa zwei Zentimetern bekommen die Roten Tomatenfrösche ihre rote Farbe.

## Bestand
Durch Lebensraumzerstörung bei gleichzeitig sehr kleinem Verbreitungsgebiet ist der Rote Tomatenfrosch in seinem Bestand gefährdet. Zusätzlich stellen Fänge für den Tierhandel eine ernste Bedrohung dar, obwohl die Spezies nach CITES unter Artenschutz steht.
In Europa wird der Rote Tomatenfrosch nur in wenigen Zoos gehalten, zum Beispiel im Zoo Zürich, im Tierpark Bern, im Leipziger Zoo oder dem Kölner Zoo. Die Fortpflanzung gelingt dort meist nur nach entsprechender Hormongabe oder der Nachahmung möglichst naturnaher Umweltbedingungen.